# 라도비시시

라도비시 시의 위치

라도비시시(마케도니아어: Општина Радовиш)는 마케도니아 공화국 동부에 위치한 지방 자치체로 행정 중심지는 라도비시이며 면적은 497.48km2, 인구는 28,244명(2002년 기준)이다. 북쪽으로는 비니차 시, 동쪽으로는 베로보 시, 남동쪽으로는 바실레보 시, 남서쪽으로는 콘체 시, 서쪽으로는 슈티프 시, 북서쪽으로는 카르빈치 시와 접한다.